# Iwo
Iwo är en stad i delstaten Oyo i Nigeria. Den ligger cirka 40 kilometer nordost om Ibadan och har 250 400 invånare (2004). Iwo är ett jordbrukscentrum och har stor handel med kakao. Andra näringar i staden innefattar bomullsvävning och -färgning.